# Монокристал
Монокристал е кристал с непрекъсната кристална решетка, без отделни кристални зърна (за разлика от поликристала, който представлява тяло от сраснати кристали). Липсата на дефекти, които се свързват с границите между зърната, може да придаде на монокристала уникални свойства, особено механични, оптични и електрически, които могат да бъдат и анизотропни, в зависимост от вида на кристалографската структура. Тези свойства, освен че ги правят скъпи и подходящи за бижута, се използват промишлено в технологични приложения, особено в оптиката и електрониката.
Тъй като ефектът на ентропията благоприятства наличието на несъвършенства (примеси) в микроструктурата на твърдите тела, идеалните монокристали с голям размер са изключително редки в природата и са трудни за произвеждане в лаборатория, макар да са постижими под контролирани условия.

## Употреба

### Полупроводникова промишленост
Монокристален силиций се използва при изготвянето на полупроводници. В квантовия мащаб, на който работят микропроцесорите, наличието на граници между кристалните зърна би довело до значително въздействие върху функционалността на полевите транзистори, променяйки локалните електрически свойства. Следователно, производителите на микропроцесори инвестират много в апаратура за произвеждане на силициеви монокристали.

### Оптика
Монокристали от сапфир и други минерали се използват в лазерите и нелинейната оптика. Монокристали от флуорит понякога се използват в обективните лещи на апохроматични рефракторни телескопи.

### Материалознание
Друго приложение на монокристалните твърди тела е в материалознанието при получаването на високоустойчиви материали с ниско термално пълзене, като например турбинни лопатки. В този случай липсата на граници между кристалните зърна всъщност води до намаляване на якостта, но по-важно е, че намалява количеството пълзене, което е от критично значение при високи температури.

### Електрически проводници
От всички метални елементи, среброто и медта имат най-добра проводимост на стайна температура, така че поставят лентата за производителност високо. Обаче, размерът на пазара и колебанията в доставките и разходите предоставят поощрение за търсене на алтернативи или за подобряване на производителността им. Границите между кристалните зърна в медта, съпътствани от несъвършенства в кристалите, са отговорни за създаването на малко остатъчно съпротивление в проводниците, което понижава производителността им. Очаквано, монокристалната мед се оказва по-проводима от поликристалната такава.
| Материал                                  | ρ (μΩ∙cm) | Чистота |
| ----------------------------------------- | --------- | ------- |
| Монокристално Ag, примесено с 3 mol% Cu   | 1,35      | 127%    |
| Монокристална Cu, допълнително обработена | 1,472     | 117,1%  |
| Монокристално Ag                          | 1,49      |         |
| Монокристална Cu                          | 1,52      | 113,4%  |
| Ag жица с висока чистота (поликристална)  | 1,59      | 108%    |
| Cu жица с висока чистота (поликристална)  |           | ˃103%   |

Оказва се, че монокристалната мед не само е по-добър проводник от поликристално сребро с висока чистота, ами при обработка под определена топлина и налягане може да задмине дори и монокристалното сребро. И макар примесите като цяло да не подобряват проводимостта, сребърен монокристал с малки медни примеси се оказва по-добър проводник от чисто сребърен такъв.
Към днешно време масово производство на медни монокристали няма, но методи за произвеждане на големи индивидуални монокристали се използват при електрическите инсталации с голяма производителност.

### Изследвания
Монокристалите са много важни при научните изследвания, особено в областите на физиката на кондензираната материя, материалознанието и физикохимията на повърхностите. Подробното изучаване на кристалната структура на даден материал чрез определени техники е много по-лесно с монокристали. Единствено в тях е възможно изучаването на посоката на зависимост на различните свойства. Освен това техники като сканиращата тунелна микроскопия са възможни само върху монокристални повърхности. В свръхпроводимостта съществуват случаи на материали, при които свръхпроводимостта се наблюдава единствено в монокристали. За тази цел те могат да се синтезират.

## Производство
При производството на монокристали от силиций и метали, използваните техники включват силно контролирана и следователно относително бавна кристализация.
Специални техники за получаване на големи монокристали включват процеса на Чохралски и метода на Бриджмен. Други, не толкова екзотични методи за кристализация, могат да се използват, в зависимост от физичните свойства на веществото: хидротермален синтез, сублимация или кристализация чрез разтворител.
Различна технология за създаване на монокристални материали е епитаксията. Към 2009 г. този процес се използва за отлагането на много тънки слоеве (в микроскопичен мащаб) върху повърхността на вече съществуват монокристал. Тази техника се използва при производството на полупроводници и има потенциал за употреба в други области на нанотехнологията.